# Ornithogalum mekselinae
Ornithogalum mekselinae là một loài thực vật có hoa trong họ Măng tây. Loài này được Varol mô tả khoa học đầu tiên năm 2005.